# Åke Carlsson
Åke Evert Carlsson, född 24 oktober 1936 i Nässjö, död 21 april 2007 i Huskvarna, var en svensk brottare. Han tävlade för BK Ståle och Arboga AK.
Carlsson tävlade i weltervikt i fristil för Sverige vid olympiska sommarspelen 1960 i Rom, där han slutade på åttonde plats. 
Carlsson blev svensk mästare i welterviktsklassen i fristil 1957 och 1960.